# Mort Sahl
Morton Lyon Sahl (ur. 11 maja 1927 w Montrealu, zm. 26 października 2021 w Mill Valley) – urodzony w Kanadzie amerykański komik i aktor. Uważa się, że wywarł wpływ na czołowych późniejszych komików takich jak George Carlin, Lenny Bruce, Woody Allen, Jay Leno.
Jego ojciec był administratorem w FBI. Rodzina wkrótce po urodzeniu się Mortona przeniosła się do Los Angeles. Po ukończeniu szkoły średniej zaciągnął się do lotnictwa wojskowego. W 1950 roku ukończył inżynierię ruchu drogowego i zarządzanie miastem na Uniwersytecie Południowej Kalifornii. Potem jednak zaczął występować jako komik w klubie nocnym Enrica Banducciego hungry i w San Francisco.
Jego monologi zawsze opierały się na bieżących wydarzeniach, zwłaszcza politycznych, wręcz pojawiał się na scenie z gazetą w ręce. Jego osobistym przyjacielem był prezydent John F. Kennedy, o którym najpierw opowiadał żarty, a potem, po jego zabójstwie, przyłączył się do ekipy prokuratora Jima Garrisona badającej zamach. Krytykował ze sceny Komisję Warrena. Przestał być pokazywany w telewizji, lecz powrócił na fali kontrkultury.
Innym jego przyjacielem był Hugh Hefner, Sahl w 1967 roku ożenił się z playmate Playboya China Lee (rozwód w 1991 roku). W 1976 roku wydał autobiografię Heartland. Żartował sobie też z kolejnego prezydenta-przyjaciela, Ronalda Reagana.
Wydał tuzin płyt ze swoimi monologami, wystąpił w ośmiu filmach.